# Awesomenauts
Awesomenauts is een 2D multiplayer online battle arena-spel, gemaakt door het Nederlandse bedrijf Ronimo Games.
In het spel strijden twee teams, bestaande uit drie spelers, op een planeet waar ze elkaar proberen uit te schakelen, de verdedigingstorens te vernietigen en zo uiteindelijk elkaars basis te vernietigen. Het spel heeft twaalf bespeelbare personages, allemaal met andere eigenschappen. Vele ervan zijn ingesproken door YouTube-gamers.
Het originele spel is uitgebracht in mei 2012 voor de Playstation 3 en de Xbox 360. Pas in augustus 2012 kwam het spel uit voor Windows. Later werd het spel uitgebracht voor Mac en Linux. Nieuwe karakters en uitbreidingen werden regelmatig toegevoegd aan het spel, zoals de nieuwe gekickstartte starstormuitbreiding. Een nieuwe versie van het spel, genaamd Awesomenauts Assemble is uitgebracht op 4 maart, werd gemaakt voor de PlayStation 4 en bevat alle functies die de pc-versie ook heeft. Deze versie wordt in de toekomst ook uitgebracht voor de Xbox One.

## Gameplay
Awesomenauts is een mix tussen een DotA-stijl en een traditionele 2D-game. Het doel is om de Solarcollector (meestal 'de boor' genoemd) te vernietigen van de andere partij. Om bij de boor te komen moeten er twee of meer geautomatiseerde geschuttorens vernietigd worden. Deze geschuttorens hebben de potentie om veel schade toe te brengen wanneer spelers zich te dichtbij wagen

### Droids
Er zijn drie typen droids:
- "Buzz Droids": Deze droids worden gemaakt in het ruimteschip van de speler. Per lane komen er twee, als deze droid wordt geraakt door een geschuttoren, krijgt de droid een schild.
- "Super Droids": Deze droids worden pas gemaakt als er een toren van het andere team is gevallen. Deze droid zorgt ervoor dat de speler verder vooruit komt nadat ze een toren hebben vernietigd.
- "Humming Droids": Deze droids komen voor in bepaalde werelden en ze kunnen ook worden gemaakt door bepaalde klassen. Ze hebben lage gezondheid maar ze zweven door de lucht en hebben hoge aanvalswaarden

### Spelverloop
Aan het begin van de wedstrijd kiest elke speler een Awesomenaut, elke Awesomenaut heeft vijf vaardigheden: een om zich voor te bewegen (jetpack, sprong, dubbele sprong, etc.), een om zich terug naar de basis te teleporteren, twee speciale vaardigheden die gebonden zijn aan een Awesomenaut en een standaard aanval. Elke Awesomenaut heeft ook zijn eigen themalied en een geremixte versie die wordt afgespeeld indien de speler een aantal doden op een rij maakt zonder zelf dood te gaan. In één team kunnen er geen twee dezelfde klassen zijn, maar de tegenstander kan wel met die klas spelen. Spelers kunnen ook een skin kiezen, deze skins kan de speler kopen of verdienen met voortgang in het spel. In de shop kan de speler voorwerpen kopen die de speler van tevoren heeft geselecteerd, deze voorwerpen zorgen ervoor dat hun aanvallen worden geüpgraded. Als er niet genoeg spelers zijn komen er computergestuurde spelers in het spel, deze kunnen worden vervangen door echte spelers als deze meedoen.
Aan het begin van de match wordt de speler in een "Drop-pod" gezet en naar de planeet gestuurd. Onderweg is er een mogelijkheid voor de speler om solar (het betaalmiddel) te verdienen, daarmee koopt de speler power-ups. De speler kan ook solar verdienen door in de map solar te verzamelen, door geschuttorens te vernietigen, door droids te vermoorden en door tegenstanders te vermoorden. De speler kan op elke moment in de game (tenzij dood) teleporteren naar zijn basis, dat teleporteer-proces wordt onderbroken als de speler wordt aangevallen. In de basis kan de speler upgrades kopen en zichzelf healen.
Als een speler wordt vermoord krijgt de tegenpartij een solar-bonus, de vermoorde speler moet dan wachten voordat hij weer in het spel komt via de Drop-pod. De wachttijd wordt bepaald door het level van de speler en de tijd hoelang het spel bezig is. Bij elke 100 solar krijgt de speler één level erbij. Iedereen in het spel kan de gezondheid en de hoeveelheid Solar zien, daardoor is het mogelijk om op één speler te focussen. Elke wereld ziet er anders uit, elke wereld heeft ook zijn eigen uiterlijk en speciale functies zoals een worm die spelers opeet of een onzichtbaarheidsbol.
Als de speler een match speelt krijg je experience, de hoeveelheid experience hangt af van veel factoren. Door veel experience te krijgen, gaat de speler een level omhoog. Hierdoor kan de speler power-ups en andere helden ontgrendelen. Als de speler het maximale level heeft bereikt, gaat zijn level weer terug naar 16 en krijgt hij een icoontje naast zijn naam. Dit betekent dat de speler de eerste prestigelevel heeft ontvangen. Er zijn in totaal tien prestigelevels. De speler heeft ook een Leaguenummer, dat is een nummer tussen de 1 en de 9. Als de speler veel spellen wint gaat de speler een level omhoog en komt hij in volgende matches tegen sterkere tegenstanders.